# Dackehallen
La Dackehallen, nommée précédemment Nelson Garden Arena, est une aréna située à Tingsryd en Suède.

## Configuration
Sa capacité était de 3 400 places jusqu'en 2010 où elle est passée à 3 650 à la suite de la création de places, notamment debout.

## Noms
Depuis son ouverture en 1969, la salle se nommait Dackehallen. Elle a changé de nom le 7 septembre 2011 à la suite d'un contrat de parrainage entre l'équipe du TAIF et le sponsor, la société Nelson Garden AB dont le siège se situe à Tingsryd.

## Équipe résidente
L'équipe de hockey sur glace du Tingsryds AIF (abrégé TAIF), qui évolue en Allvenskan, le deuxième échelon suédois, joue ses matches dans cette patinoire.